# قوس إعادة التوحيد
قوس إعادة التوحيد رسميًا النصب التذكاري لميثاق النقاط الثلاث لإعادة التوحيد الوطني، كان قوسًا منحوتًا يقع جنوب بيونغيانغ، عاصمة كوريا الشمالية. تم افتتاحه في آب/أغسطس 2001 لإحياء ذكرى مقترحات إعادة توحيد كوريا التي قدمها كيم إل سونغ. مصنوع من الخرسانة، ويمتد القوس على طريق إعادة التوحيد السريع متعدد الممرات المؤدي من بيونغيانغ إلى المنطقة الكورية منزوعة السلاح. ظهر القوس على طابع بريدي عام 2002. وتم هدمه في كانون الثاني/يناير 2024.

## التصميم
يتكون القوس من امرأتين كوريتين ترتديان الزي التقليدي هانبوك، يرمزان إلى الشمال والجنوب، ويميلان إلى الأمام لدعم كرة تحمل خريطة كوريا الموحدة. المجال هو شعار المواثيق الثلاثة: المبادئ الثلاثة لإعادة التوحيد الوطني، خطة إنشاء جمهورية كوريا الديمقراطية الاتحادية وبرنامج النقاط العشر للوحدة الكبرى للأمة جمعاء. يتميز الجزء السفلي من القوس بنقوش برونزية بارزة على كلا الجانبين تظهر مشاهد قتال الاستقلال. تم نقش قاعدة الهيكل برسائل دعم لإعادة التوحيد والسلام من مختلف الأفراد والمنظمات والدول. تم الانتهاء من القوس في ذروة ما يسمى بسياسة الشمس المشرقة، وهي جهود حكومة كوريا الجنوبية للحد من مخاطر الصراع بين الدولتين والمصالحة مع الشمال.
كانت الخطة الأصلية هي أن يكون هناك عمود بطول 55 مترًا وثلاثة فروع لتمثيل الكوريين في الشمال والجنوب والخارج.

## الهدم
في كانون الأول/ديسمبر 2023، خلال تصريحاته في اجتماعات حزب العمال، اتهم كيم جونغ أون كوريا الجنوبية بأن تصبح "قاعدة عسكرية أمامية وترسانة نووية" للولايات المتحدة وسط زيادة التدريبات الأمريكية ونشر بعض الأصول العسكرية بالقرب من شبه الجزيرة الكورية. أعلن كيم في ذلك الوقت أنه استبعد إمكانية إعادة التوحيد مع كوريا الجنوبية وأن كوريا الشمالية يجب أن تغير علاقاتها مع كوريا الجنوبية بشكل جذري. تعهدت كوريا الشمالية في النهاية بإطلاق ثلاثة أقمار صناعية جديدة للتجسس، وبناء طائرات عسكرية بدون طيار وتعزيز ترسانتها النووية بحلول عام 2024.
في كانون الثاني/يناير 2024، دعا كيم جونغ أون إلى تدمير قوس إعادة التوحيد، في خطوة أخرى للتخلي عن هدف إعادة التوحيد. في خطاب ألقاه أمام مجلس الشعب الأعلى في 15 كانون الثاني/يناير 2024، وصف كيم النصب التذكاري بأنه "قبيح للعين"، ووفقًا لوسائل الإعلام الرسمية، أمر بتعديل الدستور ليقول إن الجنوب هو "العدو الرئيسي والرئيس الثابت".
هُدم القوس في الفترة ما بين 19 و23 كانون الثاني/يناير 2024، بحسب صور الأقمار الصناعية. أكدت وزارة التوحيد في كوريا الجنوبية في 24 كانون الثاني/يناير 2024 خبر هدم قوس إعادة التوحيد.

## معرض الصور

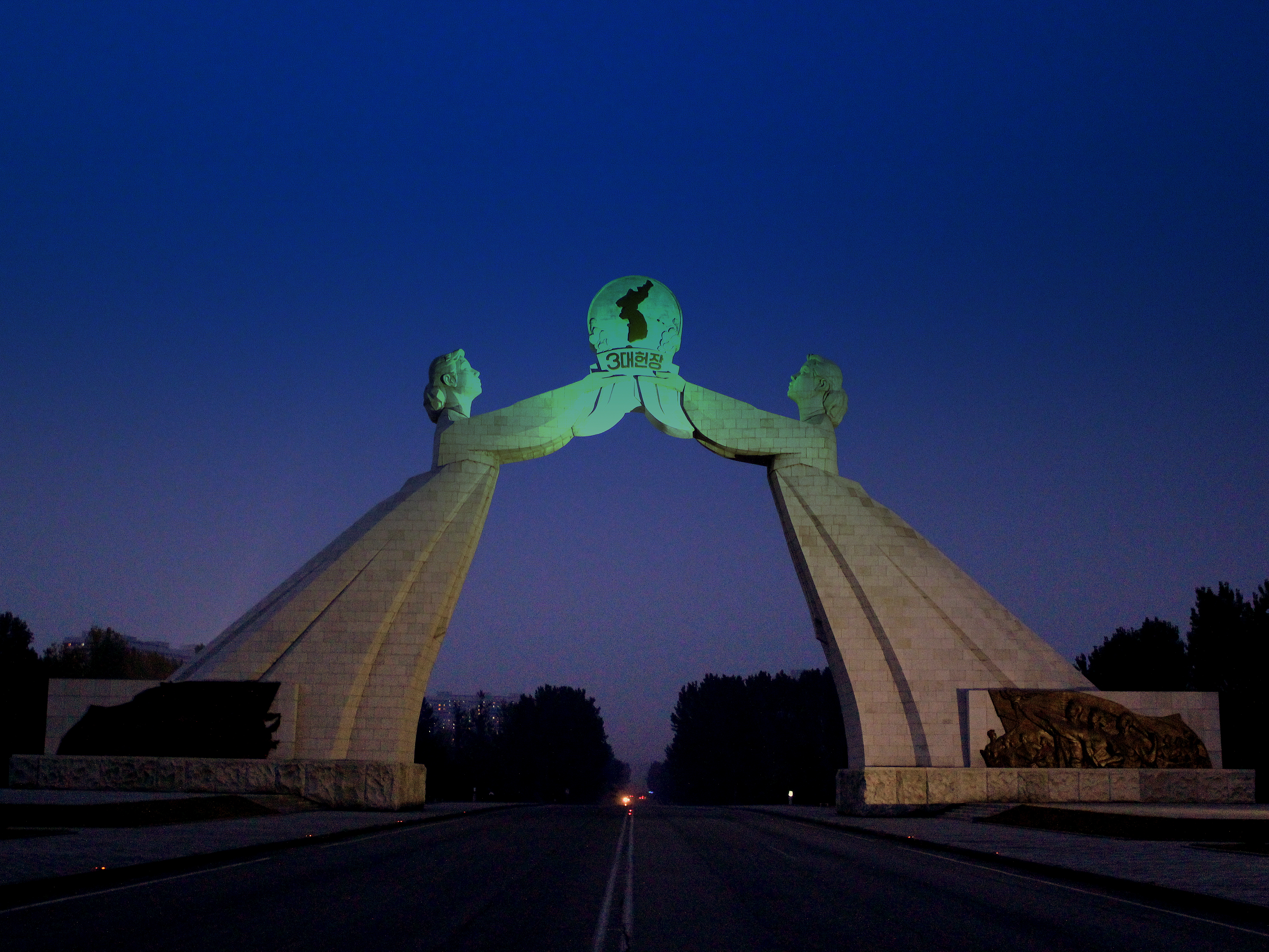
القوس في الليل
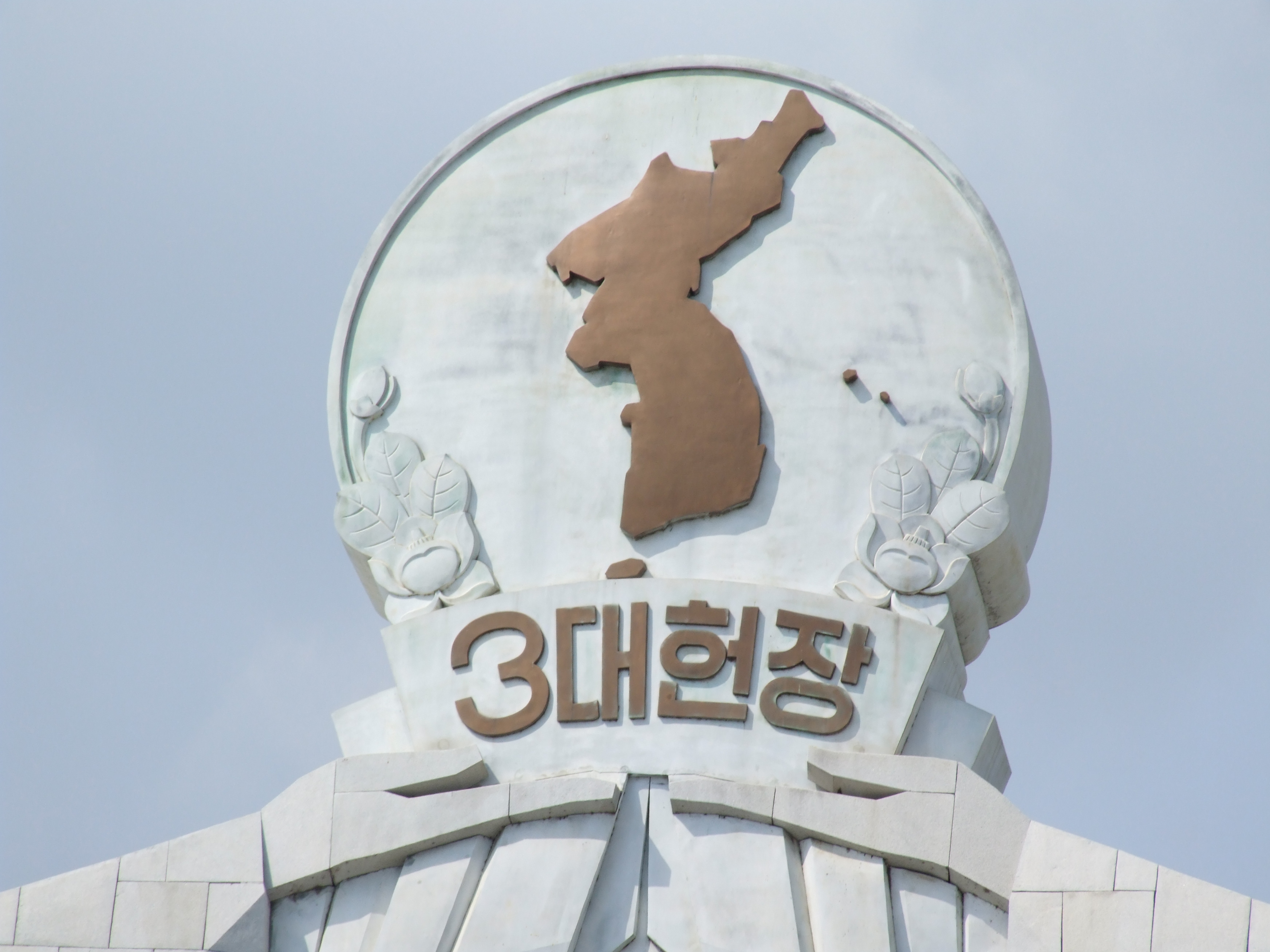
تفاصيل توضح قمة القوس، مع صورة شبه الجزيرة الكورية والجزر (جيجو، أولونغ، دوكدو) والنص الكوري 3대헌장 (سامدي هيونغانغ، "ميثاق ثلاثي النقاط")
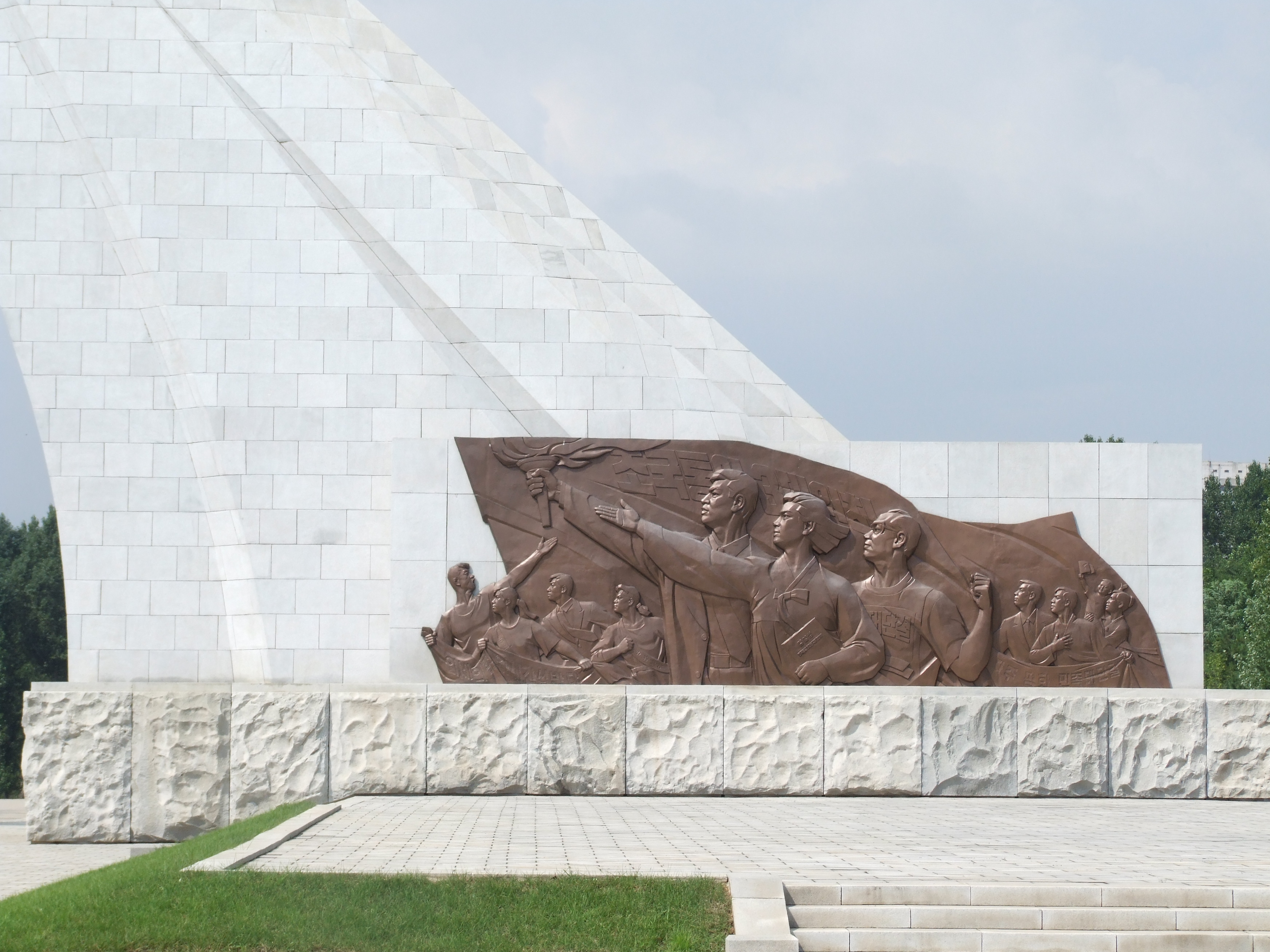
نقش برونزي في القاعدة يُظهر الشعب الكوري
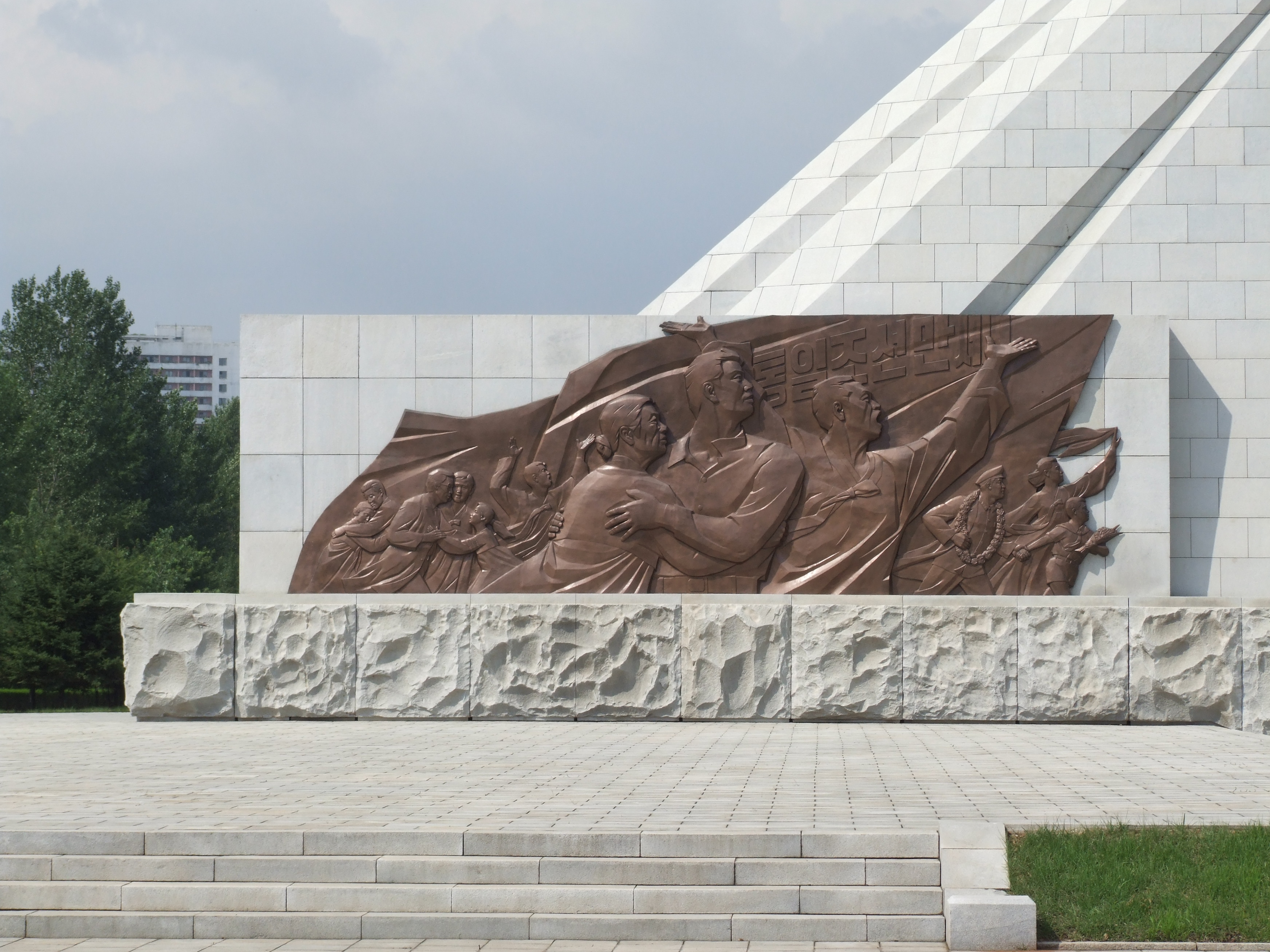
نقش برونزي في القاعدة يُظهر الشعب الكوري